# Oreobates barituensis
Espèce
Oreobates barituensis est une espèce d'amphibiens de la famille des Craugastoridae.

## Répartition
Cette espèce est endémique du Nord-Ouest de l'Argentine. Elle se rencontre entre 1 100 et 1 300 m d'altitude :
- dans les départements de Santa Victoria et d'Orán dans la Province de Salta ;
- dans le département de Valle Grande dans la Province de Jujuy.

Sa présence est incertaine en Bolivie.

## Étymologie
Son nom d'espèce, composé de baritu et du suffixe latin -ensis, « qui vit dans, qui habite », lui a été donné en référence au lieu de sa découverte, le parc national Baritú dans le département de Santa Victoria.

## Publication originale
- Vaira & Ferrari, 2008 : A new species of Oreobates (Anura: Strabomantidae) from the Andes of northern Argentina. Zootaxa, no 1908, p. 41-50.